# Little Town Hero
Little Town Hero é um jogo de RPG desenvolvido pela Game Freak, a mesma empresa responsável pela série Pokémon. O jogo foi lançado inicialmente para o Nintendo Switch em outubro de 2019 e mais tarde para outras plataformas, incluindo PlayStation 4 e PC.

## História e Mecânicas
O jogo se passa em uma pequena e pacífica vila que nunca teve contato com o mundo exterior. O protagonista, Axe, descobre uma misteriosa pedra que lhe dá o poder de lutar contra monstros que começam a aparecer na vila. A história gira em torno de Axe e seus amigos tentando proteger sua casa e desvendar o mistério por trás desses ataques. O jogo também enfatiza a exploração da vila e as interações com seus habitantes. Os jogadores podem realizar várias missões secundárias e atividades para ajudar os moradores e fortalecer o personagem principal.

## Desenvolvimento
A Game Freak anunciou o jogo sob o título provisório de Town em setembro de 2018. A empresa não compartilhou mais informações até agosto do ano seguinte, quando registrou uma marca. O jogo foi lançado para o Nintendo Switch em 16 de outubro de 2019. A trilha sonora do jogo foi escrita principalmente por Toby Fox, um desenvolvedor indie mais conhecido por criar Undertale. Em janeiro de 2020, foi anunciado que o jogo teria uma edição de colecionador de varejo, publicada pela NIS America, em junho de 2020. No mesmo mês, também foi anunciado que seria lançado para PlayStation 4 no Japão em 23 de abril de 2020, publicado no varejo pela Rainy Frog.  Além disso, as portas para Xbox One e Windows foram lançadas, respectivamente, em 2 e 9 de julho de 2020.

## Recepção
Little Town Hero recebeu críticas "mistas ou médias" de acordo com o agregador de avaliações Metacritic. Tom Marks, da IGN, deu um 7/10, dizendo que "Little Town Hero exala charme de todos os cantos de sua adorável pequena vila, e combina essa personalidade com um sistema de combate absurdo e totalmente único cheio de combos que eu amei descobrir". Jordan Gerblick, da GamesRadar, deu um 3/5, dizendo: "Um exercício de estratégia de batalha e paciência para suas falhas, Little Town Hero sabe onde estão seus pontos fortes, e felizmente, você verá mais pontos fortes do que falhas se investir neles."